# إفريقيا الاستوائية الفرنسية
إفريقيا الاستوائية الفرنسية (بالفرنسية: L'Afrique-Équatoriale française AEF)‏ اتحاد من أربع مناطق في وسط إفريقيا، تأسس سنة في 1910، كان يمتد من نهر الكونغو إلى الصحراء الكبرى. كانت تديره الدولة المستعمرة فرنسا. ويُكوّن هذا الاتحاد اليوم أربع دول مستقلة وهي جمهورية إفريقيا الوسطى وتشاد والكونغو(الكونغو الفرنسية) والجابون. كانت تغطي المنطقة مساحة 2,509,994كم² ومعظم الناس في هذه المنطقة إفريقيون سود. وتعيش الشعوب المتحدثة بالبانتو في الجنوب، أما جماعات الفولا والسارا والتوبو فكانت تعيش في الشمال.
وفي المنطقة موارد كثيرة من الغابات والمعادن، وتقع أغنى مستودعات المعادن المعروفة في دولة الجابون. وتتضمن المنتجات الرئيسية القطن والأرز واللحوم والفول السوداني والكاكاو والبن والخشب والمنجنيز والزيت.
وقد وصل المستعمرون الفرنسيون الأوائل إلى إفريقيا عام 1839م واستقروا على ضفاف نهر الجابون، وفي عام 1849م، أسسوا ليبرفيل وجعلوها عاصمة للمستعمرة ثم انتقلت العاصمة بعد ذلك إلى برازافيل. وقد مُنحت المناطق الأربع لإفريقيا الاستوائية الفرنسية الفرصة لأن تُصبح جمهوريات مستقلة في نوفمبر عام 1958م. وأصبحت دولاً مستقلة عام 1960.